# Отто Моєр
Отто Моєр (нім. Otto Mooyer; 18 грудня 1877, Ангермюнде — 15 листопада 1945, Вальсроде) — німецький офіцер, генерал-лейтенант люфтваффе.

## Біографія
5 вересня 1896 року вступив в 76-й піхотний полк, з 1 жовтня 1903 по 30 вересня 1907 року — батальйонний ад'ютант. З 1 жовтня 1907 по 21 липня 1910 року навчався у Військовій академії. 1 квітня 1911 року переведений у Великий Генштаб. Учасник Першої світової війни. З 1 серпня 1914 року — спостерігач на дирижаблі «Лігніц». 13 вересня 1914 року переведений в Генштаб 49-ї резервної дивізії. 27 листопада був поранений. З 24 грудня 1914 року — 1-й офіцер Генштабу (начальник оперативного відділу) коменданта Бреслау, з 25 серпня 1915 року — 88-ї, з 31 липня 1916 року — 195-ї, з 26 грудня 1916 року — 242-ї піхотної дивізії. З 29 червня 1917 року — інструктор курсу офіцерів Генштабу в Седані. З 11 березня 1918 року — 1-й офіцер Генштабу 4-го резервного корпусу, з 28 вересня 1918 року — армійської групи «A». 17 грудня 1918 року переданий в розпорядження начальника Генштабу сухопутних військ і направлений в Центральне управління прикордонної охорони на Сході. З 21 липня 1919 року — офіцер зв'язку командного пункту в Кольберзі з військами, які повертались з Балтики. З 1 жовтня 1919 року — консультант Імперського військового міністерства. 23 січня 1920 року відряджений в 76-й піхотний полк. 9 квітня 1920 року звільнений.
1 червня 1934 року вступив в люфтваффе як офіцер служби комплектування і очолив бюро промислових робітників та відділ Імперського міністерства авіації. З 31 березня 1939 року — уповноважений головнокомандувача люфтваффе з персоналу авіаційної промисловості і начальник управлінської групи Імперського міністерства авіації з технічної підготовки. 1 квітня 1939 року зарахований на дійсну службу. Одночасно до 13 листопада 1942 року очолював училище авіатехнічної підготовки. 1 грудня 1942 року переданий в розпорядження командування 3-ї повітряної області. 31 травня 1943 року звільнений у відставку. Наклав на себе руки.

## Звання
- Фенріх (17 червня 1897)
- Лейтенант (27 січня 1898)
- Оберлейтенант (10 вересня 1908)
- Гауптман (22 березня 1913)
- Майор (16 вересня 1917)
- Оберстлейтенант (1 жовтня 1934)
- Оберст (1 квітня 1936)
- Генерал-майор (1 квітня 1939)
- Генерал-лейтенант (1 квітня 1941)

## Нагороди
- Столітня медаль (22 березня 1897)
- Медаль «За кампанію в Південно-Західній Африці» (10 січня 1905)
- Залізний хрест
  - 2-го класу (22 серпня 1914)
  - 1-го класу (22 листопада 1914)
- Орден Альберта (Саксонія), лицарський хрест 1-го класу з мечами (15 квітня 1915)
- Хрест «За військові заслуги» (Австро-Угорщина) 3-го класу з військовою відзнакою (7 травня 1915)
- Медаль «За відвагу» (Гессен) (14 травня 1915)
- Почесний хрест (Ройсс) 3-го класу з мечами і короною (12 травня 1916)
- Ганзейський хрест (Гамбург; 31 травня 1916)
- Королівський орден дому Гогенцоллернів, лицарський хрест з мечами (7 жовтня 1916)
- Орден Фрідріха (Вюртемберг), лицарський хрест 1-го класу з мечами (1 червня 1917)
- Орден «За військові заслуги» (Баварія) 4-го класу з мечами і короною (30 квітня 1918)
- Нагрудний знак «За поранення» в чорному (6 липня 1918)
- Хрест «За вислугу років» (Пруссія) (14 червня 1919)
- Балтійський хрест (15 серпня 1919)
- Почесний хрест ветерана війни з мечами
- Медаль «За вислугу років у Вермахті» 4-го, 3-го, 2-го і 1-го класу (25 років)
- Медаль «У пам'ять 1 жовтня 1938 року» (18 грудня 1939)
- Медаль «У пам'ять 13 березня 1938 року» (16 червня 1940)
- Хрест Воєнних заслуг
  - 2-го класу з мечами (30 січня 1941)
  - 1-го класу з мечами (9 листопада 1941)
- Медаль «За вислугу років у НСДАП» в бронзі (10 років)